# فريدريك نوت
فريدريك نوت (بالإنجليزية: Frederick Knott)‏ هو كاتب وكاتب سيناريو أمريكي، ولد في 28 أغسطس 1916 في هانكو (ووهان) في الصين، وتوفي في 17 ديسمبر 2002 في نيويورك في الولايات المتحدة.

## وصلات خارجية
- فريدريك نوت على موقع IMDb (الإنجليزية)
- فريدريك نوت على موقع ألو سيني (الفرنسية)
- فريدريك نوت على موقع أول موفي (الإنجليزية)
- فريدريك نوت على موقع قاعدة بيانات برودواي على الإنترنت (الإنجليزية)
- فريدريك نوت على موقع قاعدة بيانات برودواي على الإنترنت (الإنجليزية)
- فريدريك نوت على موقع قاعدة بيانات الأفلام السويدية (السويدية)
- فريدريك نوت على موقع قاعدة بيانات الفيلم (الإنجليزية)
- فريدريك نوت على موقع كينوبويسك (الروسية)